# Parkklinik Bad Dürkheim
Die Parkklinik – seit 2015 voller Name Median Park-Klinik Bad Dürkheim – ist ein Krankenhaus in der Stadt Bad Dürkheim. Es handelt sich um eine Rehabilitationsklinik für Orthopädie, Innere Medizin, Kardiologie und Diabetologie.

## Lage
Die Klinik liegt im Norden der Kernstadt von Bad Dürkheim in der Salinenstraße; unmittelbarer westlich befinden sich das Gradierwerk und der Kurpark. Unmittelbar östlich verläuft die Gutleutstraße, die mit der Landesstraße 516 identisch ist.

## Geschichte
Bis 2015 war die Klinik in Besitz des in Deidesheim ansässigen Unternehmens RHM Klinik- und Altenheimbetriebe. Durch deren Fusion mit Median Kliniken ist letztere seither Eigentümerin.

## Ausstattung
Zur Klinik gehören unter anderem ein Schwimmbad, eine Turnhalle, ein  Gymnastik- und Fitnessraum, eine Cafeteria sowie Seminarräume.

## Behandlungsformen
Das Krankenhaus führt im Bereich Orthopädie unter anderem Nachbehandlungen nach orthopädischen Operationen sowie nach Unfallverletzungen durch. Im Bereich Innere Medizin werden Krankheiten des Herzens und der Gefäße behandelt. Mit Physiotherapie und Ergotherapie werden unterschiedliche Therapieformen angeboten.